# Saint-Martin-la-Pallu
Pour les articles homonymes, voir Saint-Martin et Pallu (homonymie).
Saint-Martin-la-Pallu est, depuis le 1er janvier 2017, une commune nouvelle française située dans le département de la Vienne, en région Nouvelle-Aquitaine.
Elle est issue de la fusion des communes de Blaslay, Charrais, Cheneché, Vendeuvre-du-Poitou et depuis le 1er janvier 2019, s'étend à la commune de Varennes.

## Géographie

### Localisation
La commune nouvelle regroupe les communes de Blaslay, Charrais, Cheneché, Varennes et Vendeuvre-du-Poitou, qui deviennent des communes déléguées. Son chef-lieu se situe à Vendeuvre-du-Poitou.
| Mirebeau Amberre       | Thurageau                     | Ouzilly        |
| Champigny-en-Rochereau | Saint-Martin-la-Pallu         | Jaunay-Marigny |
| Villiers Yversay       | Chabournay Neuville-de-Poitou | Avanton        |

Ci-dessous, voici une liste de distances « à vol d'oiseau » entre Saint-Martin-la-Pallu et les plus grandes villes françaises.
| Paris : 281 km      | Marseille : 553 km   | Lyon : 365 km                  |
| Toulouse : 360 km   | Nice : 642 km        | Nantes : 151 km la plus proche |
| Strasbourg : 594 km | Montpellier : 449 km | Bordeaux : 223 km              |
| Lille : 478 km      | Rennes : 213 km      | Reims : 395 km                 |

### Géologie et relief
Saint-Martin-la-Pallu présente un paysage de plaines vallonnées plus ou moins boisées, de terres viticoles et de plaines de champs ouverts. Le terroir se compose :
- d'argile et de sables verts sur les collines et les dépressions sableuses des bordures du Bassin parisien ;
- de champagnes ou aubues (ce sont des sols gris clair, argilo-limoneux, sur craie et donc calcaires) sur les autres collines ;
- de groies moyennement profondes (c’est une terre du sud-ouest de la France, argilo-calcaire peu profondes — en général de moins de 50 cm d’épaisseur —, plus ou moins riches en cailloux. Ce sont des terres fertiles et saines et donc, propices à la polyculture céréalière) sur les plaines ;
- de calcaires pour dans les vallées et les terrasses alluviales.

### Hydrographie
La commune est traversée par la Pallu sur 17 km.

### Climat
Pour des articles plus généraux, voir Climat de la Nouvelle-Aquitaine et Climat de la Vienne.
Historiquement, la commune est exposée à un climat océanique du nord-ouest.  
En 2020, Météo-France publie une typologie des climats de la France métropolitaine dans laquelle la commune est exposée à un climat océanique altéré et est dans la région climatique Poitou-Charentes, caractérisée par un bon ensoleillement, particulièrement en été et des vents modérés.
Pour la période 1971-2000, la température annuelle moyenne est de 12 °C, avec une amplitude thermique annuelle de 14,7 °C. Le cumul annuel moyen de précipitations est de 678 mm, avec 10,7 jours de précipitations en janvier et 6,3 jours en juillet. Pour la période 1991-2020, la température moyenne annuelle observée sur la station météorologique la plus proche, située sur la commune de Neuville-de-Poitou à 7,44 km à vol d'oiseau, est de 12,5 °C et le cumul annuel moyen de précipitations est de 704,6 mm,. Pour l'avenir, les paramètres climatiques de la commune estimés pour 2050 selon différents scénarios d'émission de gaz à effet de serre sont consultables sur un site dédié publié par Météo-France en novembre 2022.

### Catastrophes naturelles et risques potentiels
Le portail de la prévention des risques majeurs français a référencé 8 évènements survenus sur la commune de Saint-Martin-la-Pallu :
- Inondations et coulées de boue du 8 au 31 décembre 1982
- Mouvements de terrain consécutifs à la sécheresse du 1 juin 1989 au 31 décembre 1990
- Mouvements de terrain différentiels consécutifs à la sécheresse et à la réhydratation des sols du 1 janvier 1991 au 30 septembre 1996
- Mouvements de terrain différentiels consécutifs à la sécheresse et à la réhydratation des sols du 1 octobre 1996 au 31 décembre 1997
- Inondations, coulées de boue et mouvements de terrain du 25 au 29 décembre 1999
- Mouvements de terrain différentiels consécutifs à la sécheresse et à la réhydratation des sols du 1 juillet au 30 septembre 2003
- Mouvements de terrain différentiels consécutifs à la sécheresse et à la réhydratation des sols du 1 juillet au 30 septembre 2005
- Inondations, coulées de boue et mouvements de terrain du 27 février au 1 mars 2010

Le risque sismique sur le territoire de la commune de Saint-Martin-la-Pallu est modéré car elle se trouve dans une zone de sismicité de 3/5.
Dans un rayon de 150 km autour de Saint-Martin-la-Pallu, il y a 3 centrales nucléaires implantées : la centrale nucléaire de Civaux à 41 km, la centrale nucléaire de Chinon à 56 km et la centrale nucléaire de Saint-Laurent-des-Eaux à 145 km.
5 risques majeurs potentiels sont signalés par les services de l'État et peuvent survenir sur le territoire de la commune :
- Inondation
- Mouvement de terrain
- Phénomène lié à l'atmosphère
- Phénomènes météorologiques
- Transport de marchandises dangereuses[11].

## Urbanisme

### Typologie
Au 1er janvier 2024, Saint-Martin-la-Pallu est catégorisée commune rurale à habitat dispersé, selon la nouvelle grille communale de densité à sept niveaux définie par l'Insee en 2022.
Elle est située hors unité urbaine. Par ailleurs la commune fait partie de l'aire d'attraction de Poitiers, dont elle est une commune de la couronne,. Cette aire, qui regroupe 97 communes, est catégorisée dans les aires de 200 000 à moins de 700 000 habitants,.

### Risques majeurs
Le territoire de la commune de Saint-Martin-la-Pallu est vulnérable à différents aléas naturels : météorologiques (tempête, orage, neige, grand froid, canicule ou sécheresse), inondations, mouvements de terrains et séisme (sismicité modérée). Il est également exposé à un risque technologique,  le transport de matières dangereuses. Un site publié par le BRGM permet d'évaluer simplement et rapidement les risques d'un bien localisé soit par son adresse soit par le numéro de sa parcelle.

#### Risques naturels
Certaines parties du territoire communal sont susceptibles d’être affectées par le risque d’inondation par débordement de cours d'eau, notamment la Palu. La commune a été reconnue en état de catastrophe naturelle au titre des dommages causés par les inondations et coulées de boue survenues en 1982, 1999, 2010, 2013, 2014 et 2016,.

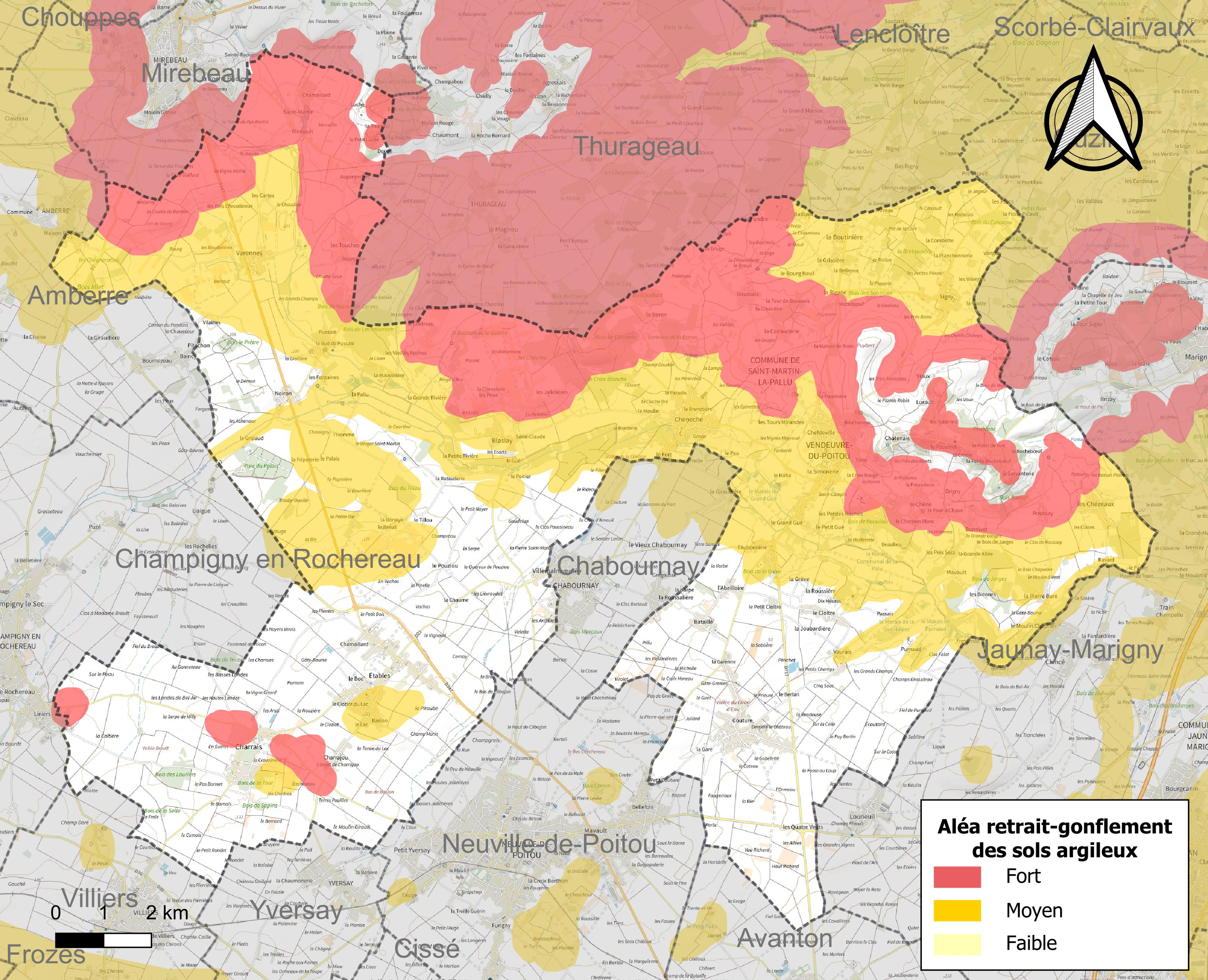
Carte des zones d'aléa retrait-gonflement des sols argileux de Saint-Martin-la-Pallu.

Les mouvements de terrains susceptibles de se produire sur la commune sont des affaissements et effondrements liés aux cavités souterraines (hors mines) et des tassements différentiels. Afin de mieux appréhender le risque d’affaissement de terrain, un inventaire national permet de localiser les éventuelles cavités souterraines sur la commune. Le retrait-gonflement des sols argileux est susceptible d'engendrer des dommages importants aux bâtiments en cas d’alternance de périodes de sécheresse et de pluie. 58,3 % de la superficie communale est en aléa moyen ou fort (79,5 % au niveau départemental et 48,5 % au niveau national). Depuis le 1er octobre 2020, en application de la loi ÉLAN, différentes contraintes s'imposent aux vendeurs, maîtres d'ouvrages ou constructeurs de biens situés dans une zone classée en aléa moyen ou fort,.
La commune a été reconnue en état de catastrophe naturelle au titre des dommages causés par la sécheresse en 1989, 1991, 1996, 2002, 2003, 2005 et 2017 et par des mouvements de terrain en 1999 et 2010.

## Toponymie
Du latin palus, paludis, « marais, marécage ».

## Histoire
La commune nouvelle regroupe les communes de Blaslay, Charrais, Cheneché, Varennes et Vendeuvre-du-Poitou, qui deviennent des communes déléguées, le 1er janvier 2017. Son chef-lieu se situe à Vendeuvre-du-Poitou.
Le 1er janvier 2019, Varennes intègre la commune nouvelle par arrêté préfectoral du 22 novembre 2018[Quoi ?].

### Instances judiciaires et administratives
La commune relève du tribunal d'instance de Poitiers, du tribunal de grande instance de Poitiers, de la cour d'appel de Poitiers, du tribunal pour enfants de Poitiers, du conseil de prud'hommes de Poitiers, du tribunal de commerce de Poitiers et du tribunal administratif de Poitiers ainsi que de la cour administrative d'appel de Bordeaux, du tribunal des pensions de Poitiers, du tribunal des affaires de Sécurité sociale de la Vienne et de la cour d’assises de la Vienne.

## Politique et administration

### Liste des maires
| Période         | Période  | Identité        | Étiquette | Qualité |
| --------------- | -------- | --------------- | --------- | --- |
| 10 janvier 2017 | En cours | Henri Renaudeau | DVD       | Professeur agrégé d'IUT 1er vice-président de la CC du Haut-Poitou (2017 → ) Maire de Vendeuvre-du-Poitou (1997 → 2016) |

### Communes déléguées
| Nom                         | Code Insee | Intercommunalité  | Superficie (km2) | Population (dernière pop. légale) | Densité (hab./km2) |
| --------------------------- | ---------- | ----------------- | ---------------- | --------------------------------- | ------------------ |
| Vendeuvre-du-Poitou (siège) | 86281      | CC du Neuvillois  | 41,62            | 3 169 (2014)                      | 76                 |
| Blaslay                     | 86030      | CC du Neuvillois  | 19,67            | 576 (2014)                        | 29                 |
| Charrais                    | 86060      | CC du Neuvillois  | 14,63            | 1 060 (2014)                      | 72                 |
| Cheneché                    | 86071      | CC du Neuvillois  | 5,15             | 361 (2014)                        | 70                 |
| Varennes                    | 86277      | CC du Haut-Poitou | 12,8             | 344 (2016)                        | 27                 |

### Circonscriptions électorales
À la suite du décret du 5 mars 2020, la commune est entièrement rattachée au canton de Jaunay-Marigny.

## Population et société

### Démographie
L'évolution du nombre d'habitants est connue à travers les recensements de la population effectués dans la commune depuis sa création.

En 2022, la commune comptait 5 663 habitants, en évolution de +1,98 % par rapport à 2016 (Vienne : +0,6 %, France hors Mayotte : +2,11 %).
| 2015  | 2020  | 2022  |
| ----- | ----- | ----- |
| 5 205 | 5 594 | 5 663 |

## Culture locale et patrimoine

### Lieux et monuments

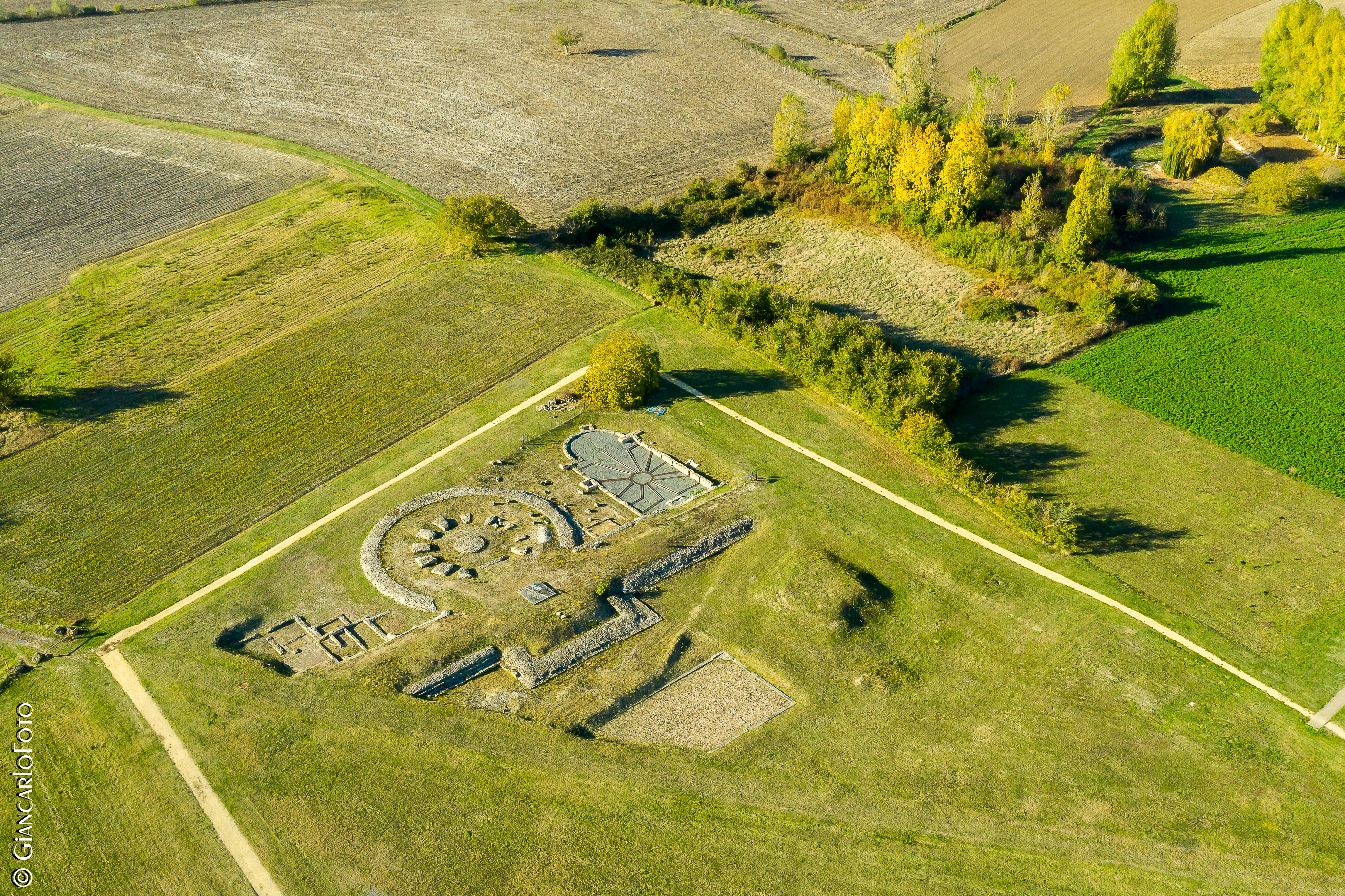
Le site gallo-romain des Tours Mirandes.

- Église Saint-Aventin de Vendeuvre-du-Poitou.

### Personnalités liées à la commune
- Louis-Jean-Joseph Laurence, mort le 10 novembre 1803 à Blaslay, homme politique français.
- Raoul Péret (1870-1942), homme politique, maire de Vendeuvre-du-Poitou, député de la Vienne, président de l'Assemblée nationale, ministre de la Justice puis des Finances, inhumé à Vendeuvre.
- Roger Bertholleau, né le 9 mars 1897 à Vendeuvre-du-Poitou, homme politique français.
- Paul Guillon, né le 13 janvier 1913 à Vendeuvre-du-Poitou, médecin militaire français, officier du corps de santé des troupes coloniales françaises, compagnon de la Libération (décret du 2 juin 1943) au titre de son action dans la France libre. Il est ensuite un homme politique.
- Lieu de résidence du philosophe Michel Foucault (1926-1984). Il y est enterré. Il habita une maison du XVIIIe siècle, situé au 17 route de Poitiers à Vendeuvre-du-Poitou.